# To Love-Ru
To Love-Ru (яп. To LOVEる -とらぶる- Торабуру) — манга Саки Хасэми и Кэнтаро Ябуки. Выпускалась в еженедельном журнале манги Weekly Shonen Jump. Аудиопьеса по её мотивам вышла в феврале 2008 года, по сюжету произведения также было выпущено два аниме-сериала и несколько OVA. Две видеоигры для Nintendo DS и PSP были выпущены в августе и октябре 2008 года соответственно. С октября 2010 года в ежемесячном журнале манги Jump Square выходило продолжение манги под названием To Love-Ru Darkness (яп. To LOVEる-とらぶる-  ダークネス Торабуру Да:кунэсу). По мотивам сиквела было снято два аниме-сериала и несколько OVA, а также выпущено несколько видеоигр для PlayStation Vita и смартфонов.
Название основано на игре слов «любить» и «неприятность»: «to love ru» в японской транслитерации звучит как «то рабу ру», что созвучно с транслитерацией английского слова «trouble» («торабуру») — «неприятность». Поэтому в русскоязычных источниках название манги переводят как «Любовные неприятности».

## Сеттинг
В To Love-Ru действие происходит в альтернативном мире, где помимо планеты Земля существуют другие планеты, населённые живыми существами. Технологии инопланетян сильно превосходят технологии людей. В манге представлены следующие крупные внеземные цивилизации:
- Девилюк (яп. デビルーク Дэбиру:ку) — планета, ставшая во главе галактики после завершения войн за объединение галактик. Населена девилюканцами — существами, очень похожими на людей, но обладающими сверхъестественной силой, превосходящей силу всех других рас. Также девилюканцы имеют характерный только для них хвост, чаще всего с заострённым кончиком, как у демонов.
- Меморзе (яп. メモルゼ Мэморузэ) — маленькая планета, состоящая на 80 % из суши и имеющая два солнца, из-за чего на ней никогда не бывает ночей. Населена Меморзоцианцами — существами, очень похожими на людей, но рождающиеся с двумя личностями и полами в одном теле. Меморзоцианцы могут автоматически менять свой пол и личность в течение периода обмена, который составляет месяц. Способ смены личности и пола может меняться в зависимости от окружающей среды.
- Кирара (яп. キラーラ Кира:ра) — планета, представленная только в аниме-адаптации манги. Населена кирарийцами, которые выглядят как люди, но имеют исключительно голубые сияющие глаза. Каждый кирариец носит специальный пространственный костюм, с помощью которого они могут летать и вести бой.
- Мистоа (яп. ミストア Мисутоа) — окутанная туманом планета. Не населена никакими формами жизни, кроме хищных растений, которые, несмотря на свой большой размер, являются очень примитивными формами жизни.
- Окивана (яп. オキワナ Окивана) — планета, поверхность которой напоминает мир юрского периода. На планете обитают обезьяноподобные существа, напоминающие динозавров рептилии и огромные опасные растения.

Всего в To Love-Ru упоминается более 20 внеземных цивилизаций.

## Сюжет

### To Love-Ru
Действие происходит в вымышленном японском городе Сайнан (яп. 彩南町). История To Love-Ru вращается вокруг Рито Юки, застенчивого и неуклюжего старшеклассника, который не может признаться в любви девушке своей мечты, Харуне Сайрендзи. Однажды с ним происходит большой конфуз — прямо в его ванной оказывается таинственная обнажённая девушка-инопланетянка. Её зовут Лала Саталин Девилюк, она беглая наследница престола планеты Девилюк. Её отец, который является Королём Девилюка и большей части вселенной, хочет, чтобы она вернулась домой и вышла замуж за одного из кандидатов. Когда Дзастин, капитан личной охраны короля Девилюка и личный телохранитель Лалы, прибывает на Землю, чтобы забрать её домой, она заявляет, что выйдет замуж за Рито, чтобы остаться на Земле, что приводит к нападению Дзастина на Рито. Но когда Рито заявляет, что брак возможен только с человеком, которого любишь, Дзастин и его помощники неправильно понимают его, полагая, что он действительно понимает чувства Лалы.
Лала быстро влюбляется в Рито, а Дзастин, к большому сожалению Рито, одобряет их помолвку. Дзастин сообщает о своей поддержке этой пары отцу Лалы, Гиду Люциону Девилюку, а Рито неохотно помогает Лале привыкнуть к жизни на Земле. Помимо этого, Рито должен также отбиться от враждебно настроенных инопланетных кандидатов в женихи Лалы, один из которых посылает инопланетного убийцу Золотую Тьму, чтобы убить его.

### To Love-Ru Darkness
История продолжается в To Love-Ru Darkness, сюжет которой фокусируется на младшей сестре Лалы, Момо Бэле Девилюк. С недавних пор она и её сестра-близнец, Нана Аста Девилюк стали жить с Лалой в доме Рито. В то время как Рито остаётся нерешительным между своей давней влюблённостью в Харуну и растущей привязанностью к Лале, Момо также влюбляется в Рито. Но не желая красть Рито у своей сестры, Момо вместо этого строит вокруг него гарем, надеясь на то, что если Рито женится на Лале и станет новым королём Девилюка, то сможет законно жениться на каждой девушке, которая в него влюблена, включая саму Момо. В то время как Момо работает под планом «Гарем», множество девушек постепенно входят в жизнь Рито и согревают его добротой, включая Золотую Тьму, которая теперь мирно живёт на Земле, но изо всех сил пытается убежать от своего тёмного прошлого.

## Персонажи
Лала Саталин Девилюк (яп. ララ・サタリン・デビルーク Рара Сатарин Дэбиру:ку) — первая принцесса Девилюка. Она сбежала из дома, не желая выходить замуж. Попав на Землю, встретила Рито и влюбилась в него. Как и у любого жителя Девилюка, её физические способности намного превосходят человеческие и также у неё за спиной имеется хвост. При обучении в земной школе легко получает самую высшую отметку. У Лалы есть страсть к новым изобретениям, которые довольно часто доставляли Рито немало хлопот. Одним из её роботов стал Пекеробот, превращающийся в одежду и обычно заменяющий её Лале. Частенько даёт сбои, оставляя принцессу совершенно голой. Лала часто ходит по дому в одном лишь жёлтом полотенце или вообще без одежды. Знает о том, что помимо неё Рито любит и Харуну, однако абсолютно не возражает против многожёнства. В «Darkness», сражаясь с Ями в режиме Тьмы, исстрачивает свою силу девилюкианца на последнюю атаку, поэтому временно становится ребёнком. Но со временем Лала возвращается в прежнее состояние.
Сэйю: Харука Томацу.
Рито Юки (яп. 結城 リト Ю:ки Рито) — главный герой. В начале истории 15-летний старшеклассник, безумно влюблённый в Харуну Сайрэндзи. Отец Рито — мангака, а мать — дизайнер. В начальной школе Рито играл в футбол, но был вынужден бросить, чтобы помогать отцу. По утверждению его младшей сестры Микан, Рито хорош в «бесполезных мелочах». Обладает способностью споткнуться на ровном месте и упасть на ближайшую девушку. Также, постоянно попадает в неловкие ситуации. Благодаря этому заслужил славу опасного извращенца. В конце «To Love-Ru» понял, что, помимо Харуны, влюблён и в Лалу. В предпоследней главе «Darkness» он наконец признаётся в своих чувствах Харуне.
Рико Юсаки (яп. 夕崎 梨子 Ю:саки Рико) — женское альтер эго Рито, появившееся из-за одного из изобретений Лалы.
Сэйю: Акэно Ватанабэ.
Харуна Сайрэндзи (яп. 西連寺 春菜 Сайрэндзи Харуна) — одноклассница Рито и девушка, в которую он влюблён. Она живёт в квартире вместе со своей старшей сестрой. В страхе инстинктивно хватается за Рито и использует его как дубинку. При этом может одолеть целую толпу противников. Тайно влюблена в Рито и всегда прощает его, когда попадает в неловкие ситуации с его участием. В 75 главе «Darkness» признаётся Рито что любит его.
Сэйю: Саюри Яхаги.
Момо Бэла Девилюк (яп. モモ・ベリア・デビルーク Момо Бэриа Дэбиру:ку) — сестра Лалы, третья принцесса Девилюка. Обладает способностью разговаривать с растениями. Как и её сестра, влюблена в Рито. В связи с этим в «To Love-Ru Darkness» поставила своей целью склонить Рито к созданию гарема и затем стать одной из его любовниц.
Сэйю: Аки Тоёсаки.
Золотая Тьма (яп. 金色の闇 Кондзики но Ями) — девушка-убийца, скрывающая свои чувства за каменным лицом. Является живым трансформирующимся оружием, может превращать любые части своего тела в орудия для убийства, что активно использует по ходу деятельности. Была нанята одним из женихов Лалы — Лакоспо (яп. ラコスポ Ракосупо), который сообщил ей, что Рито — демон, и очень опасен, но потом хитрость Лакоспо была раскрыта. Утверждает, что так как Рито — её заказ, она всё же когда-нибудь его убьёт. Однако, реально ограничивается лишь побоями в том случае, если Рито случайно делает с ней что-то извращённое. Ненавидит извращенцев, всегда чувствует, когда кто-либо бросает на неё пошлые взгляды, и не стесняется применять при этом силу. Любит земную литературу и еду. В глубине души симпатизирует Рито, считает его добрым и заботливым человеком, находясь рядом с ним, она чувствует тепло в душе. В «To Love Ru Darkness» выясняется, что она создана в проекте «Ева» организацией Эдэм. Также в 39 главе «To Love Ru Darkness» выясняется, что ключом к активации запретной трансформации «Тьма» является осознание мирной жизни. Однако, трансформация была не завершена, что повлекло за собой сбой в поведении Тьмы. Она начинает вести себя как извращенка и говорит, что любит Рито, но всё равно убьёт его, чтобы навсегда оставить в своём сердце. Пытаясь убить Рито, Тьма едва не уничтожает город, но Рито всё же удаётся остановить её и спасти всех, примерив на себя извращённую личину Директора. По прошествии некоторого времени Ями понимает, что влюбилась в Рито. Прототипом создания Золотой Тьмы послужила Ева — героиня из манги «Black Cat», предыдущей работы Кэнтаро Ябуки.
Сэйю: Мисато Фукуэн.
Мэа Куросаки (яп. 黒咲 芽亜 Куросаки Мэа) — второе поколение живого оружия, созданного организацией Эдэм на основе клеток Золотой Тьмы. Как и Ями способна превращать части тела в оружие, как в холодное, так и в что-то наподобие бластера, а также проникать в сознание людей. Первоначальной её целью было, идя по пути Мастера снова сделать Ями убийцей, но позже она, поблагодарив своего наставника за всё, что та для неё сделала, решает идти по собственному пути. Стала подружкой Наны и предложила Момо помощь в создании гарема. Называет Ями сестричкой.
Сэйю: Юка Игути.
Юй Котэгава (яп. 古手川 唯 Котэгава Юй) — одноклассница Рито, также она состоит в дисциплинарном совете, и следит за моралью в школе. Обладает вспыльчивым характером, и говорит то, что думает. Постоянно делает замечания Рито за его непристойное поведение. Со временем влюбляется в Рито, хотя и не признаёт этого. Очень сильно любит кошек, но пытается это скрыть от окружающих.
Сэйю: Каори Надзука.
Нана Аста Девилюк (яп. ナナ・アスタ・デビルーク Нана Асута Дэбиру:ку) — сестра Лалы, вторая принцесса Девилюка. Обладает способностью разговаривать с животными. Так же, как и её сёстры, любит Рито, но не хочет показывать чувства, и постоянно бьёт Рито, когда застукивает его с Момо или Лалой. Позже вступает в дисциплинарный совет.
Сэйю: Канаэ Ито.
Микан Юки (яп. 結城 美柑 Ю:ки Микан) — младшая сестра Рито, живёт вместе с ним и следит за хозяйством. Несмотря на юный возраст, очень умная и ответственная девочка. Очень любит старшего брата и скучает по нему, пусть и не выставляя эти чувства напоказ. Хорошо относится ко всем пришельцам, кроме Момо, к которой относится с осторожностью. Лучшая подруга Золотой Тьмы.
Сэйю: Кана Ханадзава.
Ринго Юки (яп. 結城 林檎 Ю:ки Ринго) — мать Рито и Микан, дизайнер. Работает за границей.
Сэйю: Саяка Охара.
Сайбай Юки (яп. 結城 才培 Ю:ки Сайбай) — отец Рито и Микан. Довольно известный мангака, который рисует с ошеломляющей скоростью. Совершенно не похож на Рито по внешности и по характеру.
Сэйю: Кэйдзи Фудзивара.
Акихо Сайрэндзи (яп. 西連寺 秋穂 Сайрэндзи Акихо) — старшая сестра Харуны. Делит с ней свою квартиру. Акихо чрезвычайно популярная у парней, однако непрерывно отказывает им. Встречается с братом Котегавы.
Сэйю: Микако Такахаси.
Пеке (яп. ペケ Пэкэ) — робот, созданный Лалой. Умеет трансформироваться в любой вид одежды. Иногда из-за него Лала и Рито попадают в неловкие ситуации.
Сэйю: Сатоми Араи.
Рен Элси Джевелрия и Рун (яп. レン・エルシ・ジュエリア&ルン Рэн Эруси Дзюэриа то Рун) — представитель расы инопланетян, способных при чихании полностью менять пол и личность. Будучи парнем, пытается добиться от Лалы признания того, что он настоящий мужчина и достоин её руки. Но в самый ответственный момент чихнул и снова стал девушкой. После трансформации увязалась за Рито. Теперь женский облик стремится признаться Рито в любви, а мужской — стать настоящим мужчиной. Стала знаменитой певицей и стала дружить с Кёко (героиней сериала, поклонницей Рун и инопланетянкой-полукровкой). Впоследствии личности полностью отделились друг от друга.
Сэйю: Фуюка Оора .
Немезида или Немезис  (яп. ネメシス Нэмэсису) — мастер Мэа, трансформирующееся оружие, созданное организацией «Эдэм» в рамках проекта «Немезида» по материализации тёмной материи, не связанного с проектами создания Ями и Мэа. В ходе проекта получилась слабая бестелесная сущность и руководители, посчитав результат провальным, заморозили проект. Будучи неполноценным существом, Немезида, подключившись к компьютеру организации, узнала информацию о себе, Ями и Мэа, а также информацию, имеющую отношение к «Тьме». Позже находит Мэа и получает вместилище и возможность материализоваться, а Мэа обретает наставника в лице Немезиды. Хотела сделать Рито своим слугой и секс-рабом. Изначально ставила своей целью снова направить Ями на путь убийцы, пробудив в ней запретную трансформацию «Тьма», но после неудачи начала пытаться развязать новую Межгалактическую войну своими силами, так как считала, что оружию есть место только на поле боя. Была побеждена Гидом Девилюком и, полностью истратив свои силы в битве, находилась на грани полного исчезновения. Была спасена Рито, который предоставил ей своё тело в качестве вместилища. Позже, восстановив свои силы, решает по-своему помочь Момо в создании гарема Рито.
Сэйю: Рина Хидака.
Сидзу Мурасамэ (яп. 村雨 静 Мурасамэ Сидзу) или Осидзу — призрак девушки, умершей 400 лет назад. Живёт в старом здании школы. Обладает психокинетическими способностями. Получила работу в кабаре с пришельцами. Впоследствии получила тело и стала учиться в школе Рито. Работает вместе с Микадо. Боится собак, вследствие чего невольно становится причиной неловких ситуаций с участием Рито и других.
Сэйю: Мамико Ното.
Дзастин (яп. ザスティン Дзасутин) — капитан личной охраны императора, также должен присматривать за Лалой и её сёстрами. Послан на Землю, чтобы вернуть сбежавшую принцессу. Постоянно называет Рито зятем. Он и его помощники помогают отцу Рито с мангой.
Сэйю: Такэхито Коясу.

## Медиа

### Манга

#### To Love-Ru
Манга To Love-Ru начала публиковаться в еженедельном журнале манги Weekly Shonen Jump в выпуске № 21-22 от 24 апреля 2006 года. Автором сюжетной части манги является Саки Хасэми, графической части — Кэнтаро Ябуки. Публикация манги была завершена в выпуске № 40 от 31 августа 2009 года. Все 162 главы манги были собраны в 18 томов-танкобонов и изданы издательством Shueisha под лейблом «Jump Comics» в Японии в период с 11 ноября 2006 года по 2 апреля 2010 года.
За первую неделю (1-7 января) 2008 года седьмой том манги To Love-Ru стал самым продаваемым в Японии.
В США манга была лицензирована и издана компанией Seven Seas Entertainment в формате омнибуса (два тома в одном) в период с декабря 2017 года по декабрь 2019 года. В Германии манга была издана компанией Tokyopop в период с июля 2008 года по ноябрь 2011 года. Во Франции мангу издавала компания Tonkam в период с октября 2008 года по август 2011 года. В Италии манга издавалась компанией Star Comics. В Тайване мангу издавала компания Tongli Publishing в период с августа 2007 года по май 2010 года. В Бразилии манга издавалась компанией Editora JBC.
По результатам опроса, проведённого в ноябре 2014 года в японском журнале Da Vinci, манга To Love-Ru вошла в Топ-20 лучшей манги журнала Weekly Shonen Jump всех времён, заняв 20 место.
В 2019 году в выпуске № 22-23 журнала Weekly Shonen Jump был опубликован ваншот To Love-Ru: Rito to Sayaka no Houkago (яп. To LOVEる -とらぶる- -リトと紗弥香の放課後-), посвящённый Саяке Араи, однокласснице Рито Юки.

##### Список томов
| №  | Дата публикации     | ISBN                   |
| -- | ------------------- | ---------------------- |
| 1  | 2 ноября 2006 года  | ISBN 4-08-874278-8     |
| 2  | 2 февраля 2007 года | ISBN 978-4-08-874322-6 |
| 3  | 4 апреля 2007 года  | ISBN 978-4-08-874345-5 |
| 4  | 4 июня 2007 года    | ISBN 978-4-08-874370-7 |
| 5  | 3 августа 2007 года | ISBN 978-4-08-874405-6 |
| 6  | 4 октября 2007 года | ISBN 978-4-08-874428-5 |
| 7  | 4 января 2008 года  | ISBN 978-4-08-874469-8 |
| 8  | 4 марта 2008 года   | ISBN 978-4-08-874488-9 |
| 9  | 2 мая 2008 года     | ISBN 978-4-08-874514-5 |
| 10 | 4 августа 2008 года | ISBN 978-4-08-874543-5 |
| 11 | 3 октября 2008 года | ISBN 978-4-08-874567-1 |
| 12 | 5 января 2009 года  | ISBN 978-4-08-874618-0 |
| 13 | 3 апреля 2009 года  | ISBN 978-4-08-874652-4 |
| 14 | 4 июня 2009 года    | ISBN 978-4-08-874676-0 |
| 15 | 4 августа 2009 года | ISBN 978-4-08-874714-9 |
| 16 | 4 ноября 2009 года  | ISBN 978-4-08-874736-1 |
| 17 | 4 февраля 2010 года | ISBN 978-4-08-874765-1 |
| 18 | 2 апреля 2010 года  | ISBN 978-4-08-870022-9 |

#### To Love-Ru Darkness
Продолжение манги под названием To Love-Ru Darkness начало публиковаться в ежемесячном журнале Jump Square в выпуске № 11 от 4 октября 2010 года. Авторами сиквела также являются Саки Хасэми и Кэнтаро Ябуки. Публикация манги была завершена в выпуске № 4 от 4 марта 2017 года. Издательство Shueisha издало 18 томов To Love-Ru Darkness в период с 4 марта 2011 года по 4 апреля 2017 года. Кроме того, были опубликованы две бонусные главы в выпусках Jump Square за май и июнь 2017 года.
Манга To Love-Ru Darkness стала одной из самых продаваемых манга-сериалов в Японии в 2011 году.
Шестой том To Love-Ru Darkness стал вторым бестселлером за неделю его выпуска в Японии с 17 по 23 декабря 2012 года, уступив только 78 тому манги Detective Conan.
В США манга была лицензирована и издана компанией Seven Seas Entertainment в формате омнибус в период с декабря 2017 года по декабрь 2020 года. В Германии манга была издана компанией Tokyopop в период с ноября 2012 года по февраль 2018 года. Во Франции мангу издавала компания Tonkam в период с марта 2012 года по ноябрь 2017 года. В Тайване компания Tongli Publishing издала 11 томов манги в период с марта 2012 года по октябрь 2014 года.

##### Список томов
| №  | Дата публикации      | ISBN                   |
| -- | -------------------- | ---------------------- |
| 1  | 4 марта 2011 года    | ISBN 978-4-08-870205-6 |
| 2  | 4 июля 2011 года     | ISBN 978-4-08-870264-3 |
| 3  | 4 ноября 2011 года   | ISBN 978-4-08-870341-1 |
| 4  | 2 марта 2012 года    | ISBN 978-4-08-870394-7 |
| 5  | 17 августа 2012 года | ISBN 978-4-08-870487-6 |
| 6  | 19 декабря 2012 года | ISBN 978-4-08-870559-0 |
| 7  | 4 апреля 2013 года   | ISBN 978-4-08-870654-2 |
| 8  | 19 августа 2013 года | ISBN 978-4-08-870790-7 |
| 9  | 4 августа 2013 года  | ISBN 978-4-08-870865-2 |
| 10 | 4 апреля 2014 года   | ISBN 978-4-08-880051-6 |
| 11 | 4 августа 2014 года  | ISBN 978-4-08-880160-5 |
| 12 | 4 декабря 2014 года  | ISBN 978-4-08-880231-2 |
| 13 | 3 апреля 2015 года   | ISBN 978-4-08-880410-1 |
| 14 | 4 сентября 2015 года | ISBN 978-4-08-880469-9 |
| 15 | 4 января 2016 года   | ISBN 978-4-08-880589-4 |
| 16 | 4 июля 2016 года     | ISBN 978-4-08-880729-4 |
| 17 | 2 декабря 2016 года  | ISBN 978-4-08-880828-4 |
| 18 | 4 апреля 2017 года   | ISBN 978-4-08-881053-9 |

### Аудиопьесса
Аудиопьесса по мотивам манги To Love-Ru была выпущена 29 февраля 2008 года с оригинальной историей и с составом сэйю, который позже участвовал в аниме-экранизации.

### Аниме

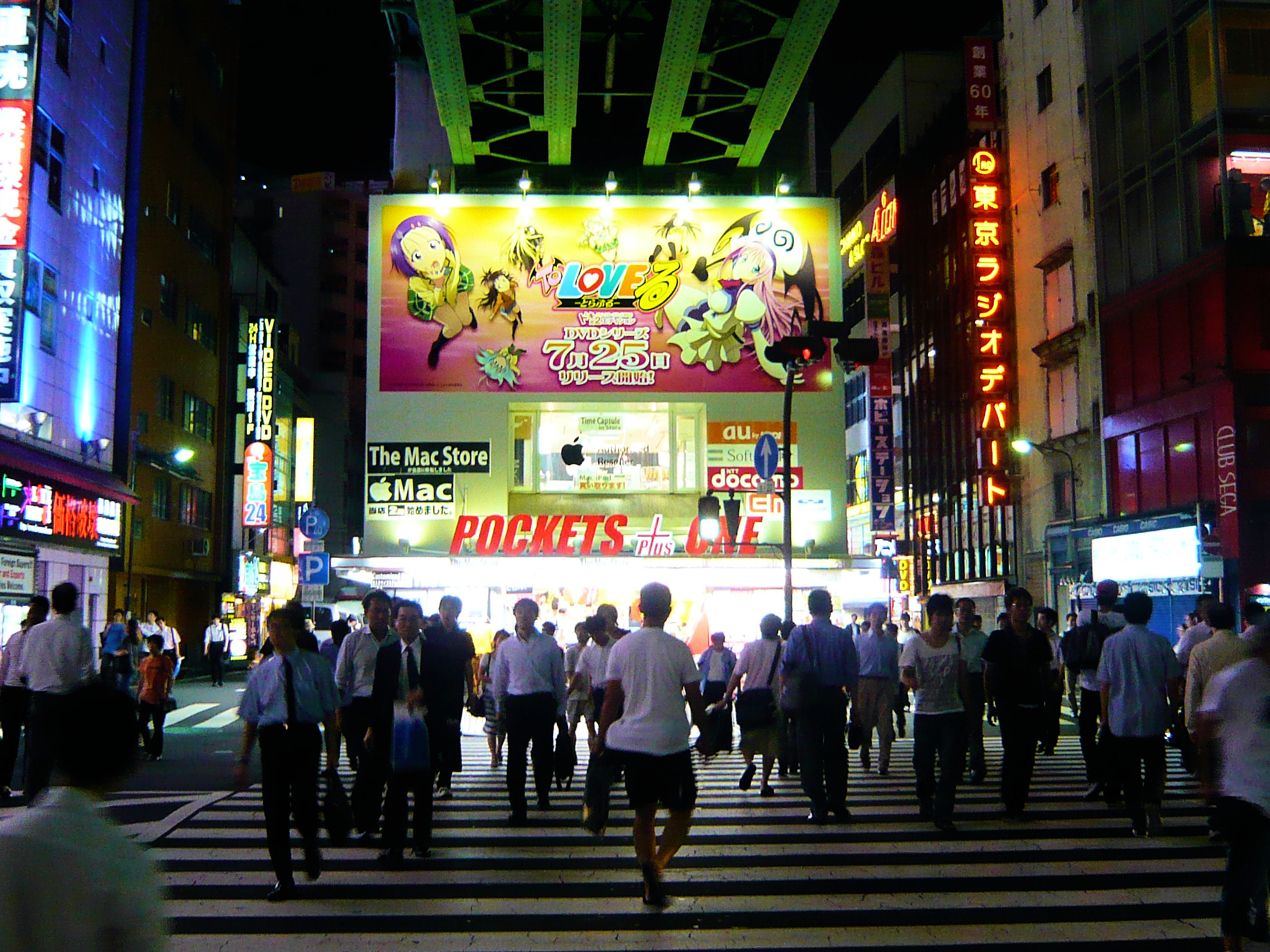
Рекламный баннер первого DVD тома аниме To Love-Ru в Акихабаре, Токио

#### To Love-Ru
Аниме-адаптация манги была анонсирована в декабре 2007 года. Производство сериала велось на студии Xebec во главе с режиссёром Такао Като. Премьера сериала состоялась 4 апреля 2008 года на телеканале TBS. Всего было показано 26 серий, трансляция последней состоялась 26 сентября 2008 года. Сериал был издан на девяти DVD в период с 25 июля 2008 года по 27 марта 2009 года. На Blu-Ray сериал был издан в ноябре 2012 года.
Большая часть контента первого сезона аниме-адаптации не следует за первоисточником и является оригинальной.

#### To Love-Ru OVA
Шесть OVA эпизодов, снятых на студии Xebec, были выпущены в комплекте с предварительно заказанными копиями 13-го, 14-го и 15-го томов манги. Ещё три эпизода OVA были выпущены в комплекте с 16-м, 17-м и 18-м томами манги.

#### Motto To Love-Ru
Продолжение аниме-адаптации манги To Love-Ru было анонсировано в выпуске № 33 журнала Weekly Shonen Jump от 2 августа 2010 года. Продолжение получило название Motto To Love-Ru. Производство сериала велось на студии Xebec во главе с режиссёром Оцуки Ацуси. Премьера состоялась 6 октября 2010 года на телеканале Tokyo MX. Всего было показано 12 серий, трансляция последней состоялась 22 декабря 2010 года. Сериал был издан на шести DVD в период с 24 ноября 2010 года по 25 мая 2011 года. На Blu-Ray сериал был издан в ноябре 2012 года.
В отличие от первого сезона аниме-адаптации, содержание второго сезона следует первоисточнику. Особенностью второго сезона является то, что каждый эпизод здесь поделён на 3 части, сюжет которых, как правило, между собой не связан (за некоторыми исключениями).

#### To Love Ru Darkness
Аниме адаптация сиквела оригинальной манги была анонсирована 1 апреля 2012 года на «Anime Contents Expo 2012». Производство велось на студии Xebec во главе с режиссёром Оцуки Ацуси. Премьера сериала состоялась на телеканале Tokyo MX 6 октября 2012 года. Всего было показано 12 серий, трансляция последней серии состоялась 29 декабря 2012 года. Сериал был издан на шести Blu-Ray в период с 21 декабря 2012 года по 29 мая 2013 года.

#### To Love-Ru Darkness OVA
Шесть OVA-эпизодов To Love Ru Darkness, произведённых на студии Xebec, были выпущены на DVD в комплекте с ограниченными выпусками 5-го, 6-го, 8-го, 9-го, 12-го и 13-го томов манги.

#### To Love-Ru Darkness 2nd
Продолжение аниме-адаптации сиквела манги было анонсировано на Jump Festa 2015 — оно получило название To Love-Ru Darkness 2nd. Производство сериала велось на студии Xebec во главе с режиссёром Оцуки Ацуси. Премьера сериала состоялась 7 июля 2015 года на телеканалах BS11, Tokyo MX и Sun TV. Трансляция 12 эпизодов сериала закончилась 29 сентября 2015 года. Заключительные 13 и 14 эпизоды были показаны 29 октября 2015 года. Сериал был издан на семи Blu-Ray в период с 26 сентября 2015 года по 26 февраля 2016 года.

#### To Love-Ru Darkness 2nd OVA
Три OVA эпизода были сняты на студии Xebec в период с 4 января по 2 декабря 2016 года. Четвёртый эпизод OVA, посвящённый 10-летию To Love-Ru, был выпущен 2 ноября 2017 года в комплекте с книгой под названием To Love-Ru Chronicles.

### Ранобэ
3 августа 2009 года издательство Shueisha выпустило ранобэ по мотивам To Love-Ru под названием To LOVE-Ru: Abunai Girls Talk (яп. To Loveる 危ないガールズトーク) с оригинальной историей. Ранобэ написано Хикару Вакацуки и содержит иллюстрации Кэнтаро Ябуки. Ранобэ содержит 5 глав, рассказывающих о новых гранях героинь To Love-Ru.
17 августа 2012 года Shueisha выпустило ранобэ по мотивам To Love-Ru Darkness под названием To LOVE-Ru Darkness: Little Sisters (яп. To LOVEる ダークネス Little Sisters ＜りとしす＞). Ранобэ также было написано Хикару Вакацуки и проиллюстрировано Кэнтаро Ябуки. Содержит 4 главы о приключениях соответственно четырёх героинь To Love-Ru: Наны Девилюк, Микан Юки, Юи Котегавы и Момо Девилюк.

### Видеоигры
По мотивам аниме и манги To Love-Ru было выпущено 6 игр:
- В августе 2008 года выпущена игра To Love-Ru: Waku Waku! Rinkangakkou-Hen (яп. To LOVEる -とらぶる-ワクワク！林間学校編) для портативной консоли Nintendo DS, разработанная и изданная компанией Marvelous Entertainment. Игра представляет собой двухмерный визуальный роман, но в ней также присутствует уникальная трёхмерная система мини-игр.
- В октябре 2008 года компанией Marvelous Entertainment был разработан и издан визуальный роман To Love-Ru: Doki Doki! Rinkaigakkou-Hen (яп. To LOVEる -とらぶる-ドキドキ! 臨海学校編) для портативной консоли PlayStation Portable.
- В марте 2014 года компания Gloop выпустила в свет браузерную мобильную игру To Love-Ru Darkness: Idol Revolution (яп. To LOVEる‐とらぶる‐ダークネス Idol Revolution). Игра была бесплатна и доступна через сервис Mobage, но только в Японии. 30 сентября 2016 года поддержка игры была прекращена.
- В мае 2014 года компанией FuRyu была разработана и издана игра To Love-Ru Darkness: Battle Ecstasy (яп. To LOVEる-とらぶる- ダークネス バトルエクスタシー) для портативной консоли PlayStation Vita в жанре Action-adventure.
- В ноябре 2015 года компанией FuRyu был разработан и издан визуальный роман To Love-Ru Darkness: True Princess (яп. To LOVEる-とらぶる- ダークネス トゥループリンセス) для портативной консоли PlayStation Vita.
- В январе 2017 года компанией FuRyu была разработана мобильная экшн-головоломка To Love-Ru Darkness: Gravure Chances (яп. To LOVEる-とらぶる- ダークネス グラビアチャンス) для операционных систем iOS и Android.

Один из главных персонажей To Love-Ru, Лала Саталин Девилюк, появляется в качестве персонажа поддержки в кроссовер-файтинге J-Stars Victory VS для PlayStation 3 и PlayStation Vita, а также в его переиздании для PlayStation 4 под названием J-Stars Victory VS+.

### Саундтрек
| Названия аниме          | Открывающие темы                                            | Закрывающие темы                                                              |
| ----------------------- | ----------------------------------------------------------- | ----------------------------------------------------------------------------- |
| To Love-Ru              | «forever we can make it!» Исполнитель: THYME                | «Lucky Tune» (серии 1-13, 26) «kiss no yukue» (серии 14-25) Исполнитель: Anna |
| To Love-Ru OVA          | «Yattekoi Daisuki» Исполнители: Харука Томацу и Саюри Яхаги | «Appuru Panikku!?» Исполнители: Харука Томацу и Саюри Яхаги                   |
| Motto To Love-Ru        | «Loop-The-Loop» Исполнитель: KOTOKO                         | «Baby baby Love» Исполнитель: Харука Томацу                                   |
| To Love-Ru Darkness     | «Rakuen PROJECT» Исполнитель: Ray                           | «Foul Play ni Kurari» Исполнитель: Канон Вакэсима                             |
| To Love-Ru Darkness 2nd | «secret arms» Исполнитель: Ray                              | «Gardens» Исполнитель: Мами Кавада                                            |

Оригинальный саундтрек ко всем четырём сезонам аниме-адаптации To Love-Ru, а также ко всем OVA написал японский композитор Такэси Ватанабэ.
Оригинальный саундтрек к To Love-Ru с композициями, используемыми в сериале был записан на два CD, поступивших в продажу в Японии 25 июля 2008 года и 26 декабря 2008 года соответственно. Первый диск содержит 28 композиций, второй — 26 композиций. В составе саундтрека также находятся телевизионные (укороченные) версии открывающей и закрывающих тем сериала.
Оригинальный саундтрек ко второму сезону аниме, Motto To Love-Ru, поступил в продажу на двух CD 26 января 2011 года и 23 февраля 2011 года соответственно. Оба CD содержат по 23 композиции, в числе которых телевизионная версия открывающей темы сериала.
Оригинальные саундтреки к третьему (To Love-Ru Darkness) и четвёртому (To Love-Ru Darkness 2nd) сезонам сериала не были изданы. Автор саундтрека Такэси Ватанабэ в одном из своих интервью отмечает, что сожалеет об этом, так как работа над саундтреком к To Love-Ru Darkness 2nd стала для него «поворотным моментом».
Помимо оригинальных саундтреков, к каждому сезону аниме также выпускались альбомы персонажей с композициями, которые исполнили сейю героев сериала.
| Список музыкальных альбомов To Love-Ru | Список музыкальных альбомов To Love-Ru                               | Список музыкальных альбомов To Love-Ru                                                                              | Список музыкальных альбомов To Love-Ru | Список музыкальных альбомов To Love-Ru | Список музыкальных альбомов To Love-Ru |
| №                                      | Название                                                             | Исполнитель | Дата выпуска                           | Дисков/Треков                          | Издатель                               |
| -------------------------------------- | -------------------------------------------------------------------- | --- | -------------------------------------- | -------------------------------------- | -------------------------------------- |
| 1                                      | To Love-Ru Variety CD Vol.1                                          | Харука Томацу, Кана Ханадзава, Саюри Яхаги                                                                          | 4 июля 2008 года                       | 1/5                                    | Geneon Entertainment Inc.              |
| 2                                      | To Love-Ru O.S.T. 1                                                  | Такэси Ватанабэ, THYME, Anna                                                                                        | 25 июля 2008 года                      | 1/28                                   | Geneon Entertainment Inc.              |
| 3                                      | To Love-Ru Variety CD Vol. 2                                         | Фуюка Оора, Саюри Яхаги, Мисато Фукуэн                                                                              | 22 августа 2008 года                   | 1/5                                    | Geneon Entertainment Inc.              |
| 4                                      | To Love-Ru Variety CD Vol. 3                                         | Харука Томацу, Мисато Фукуэн, Каори Надзука                                                                         | 3 октября 2008 года                    | 1/5                                    | Geneon Entertainment Inc.              |
| 5                                      | To Love-Ru Variety CD Vol. 4                                         | Аяко Кавасуми, Каори Надзука, Фуюка Оора                                                                            | 24 октября 2008 года                   | 1/5                                    | Geneon Entertainment Inc.              |
| 6                                      | To Love-Ru Variety CD Vol. 5                                         | Саюри Яхаги, Акэно Ватанабэ, Кана Ханадзава                                                                         | 28 ноября 2008 года                    | 1/5                                    | Geneon Entertainment Inc.              |
| 7                                      | To Love-Ru O.S.T. 2                                                  | Такэси Ватанабэ, Anna, Тиэми Тиба                                                                                   | 26 декабря 2008 года                   | 1/26                                   | Geneon Entertainment Inc.              |
| 8                                      | To Love-Ru Character Song Collection                                 | Харука Томацу, Саюри Яхаги, Мисато Фукуэн, Кана Ханадзава, Фуюка Оора, Аяко Кавасуми, Каори Надзука, Акэно Ватанабэ | 25 марта 2009 года                     | 1/15                                   | Geneon Entertainment Inc.              |
| 9                                      | Motto To Love-Ru Character CD 1: Lala & Haruna                       | Харука Томацу, Саюри Яхаги                                                                                          | 24 ноября 2010 года                    | 1/4                                    | Geneon Universal Entertainment Japan   |
| 10                                     | Motto To Love-Ru Character CD 2: Mikan & Yami                        | Кана Ханадзава, Фукуэн Мисато                                                                                       | 24 ноября 2010 года                    | 1/4                                    | Geneon Universal Entertainment Japan   |
| 11                                     | Motto To Love-Ru Character CD 3: Nana & Momo                         | Канаэ Ито, Аки Тоёсаки                                                                                              | 22 декабря 2010 года                   | 1/4                                    | Geneon Universal Entertainment Japan   |
| 12                                     | Motto To Love-Ru Character CD 4: Yui & Oshizu                        | Каори Надука, Ното Мамико                                                                                           | 22 декабря 2010 года                   | 1/4                                    | Geneon Universal Entertainment Japan   |
| 13                                     | Motto To Love-Ru Music CD 1                                          | Такэси Ватанабэ, KOTOKO, Фуюка Оора, Тиэми Тиба                                                                     | 26 января 2011 года                    | 1/23                                   | Geneon Universal Entertainment Japan   |
| 14                                     | Motto To Love-Ru Music CD 2                                          | Такэси Ватанабэ, Канаэ Ито, Аки Тоёсаки, Харука Томацу, Саюри Яхаги                                                 | 23 февраля 2011 года                   | 1/23                                   | Geneon Universal Entertainment Japan   |
| 15                                     | To Love-Ru Darkness Character Single — Yami starring Misato Fukuen   | Мисато Фукуэн | 5 декабря 2012 года                    | 1/4                                    | Geneon Universal Entertainment Japan   |
| 16                                     | To Love-Ru Darkness Character Single — Momo starring Aki Toyosaki    | Аки Тоёсаки | 5 декабря 2012 года                    | 1/4                                    | Geneon Universal Entertainment Japan   |
| 17                                     | To Love-Ru Darkness Character Single — Lala starring Haruka Tomatsu  | Харука Томацу | 12 декабря 2012 года                   | 1/4                                    | Geneon Universal Entertainment Japan   |
| 18                                     | To Love-Ru Darkness Character Single — Nana starring Kanae Ito       | Канаэ Ито | 12 декабря 2012 года                   | 1/4                                    | Geneon Universal Entertainment Japan   |
| 19                                     | To Love-Ru Darkness Character Album                                  | Аки Тоёсаки, Мисато Фукуэн, Харука Томацу, Канаэ Ито, Юка Игути                                                     | 24 апреля 2013 года                    | 1/10                                   | Geneon Universal Entertainment Japan   |
| 20                                     | To Love-Ru Darkness 2nd Duet Song Maru Sankaku Kazoku — Lala & Mikan | Харука Томацу, Кана Ханадзава                                                                                       | 11 ноября 2015 года                    | 1/4                                    | Bushiroad Music                        |
| 21                                     | To Love-Ru Darkness 2nd Duet Song Koi no Tameiki — Momo & Nana       | Аки Тоёсаки, Канаэ Ито                                                                                              | 25 ноября 2015 года                    | 1/4                                    | Bushiroad Music                        |
| 22                                     | To Love-Ru Darkness 2nd Duet Song Heiki ja Nai kamo — Yami & Mea     | Мисато Фукуэн, Юка Игути                                                                                            | 9 декабря 2015 года                    | 1/4                                    | Bushiroad Music                        |
| 23                                     | To Love-Ru Darkness 2nd Duet Song Kimi to School Days — Yui & Haruna | Каори Надзука, Саюри Яхаги                                                                                          | 23 декабря 2015 года                   | 1/4                                    | Bushiroad Music                        |

## Связанная продукция
На тематику To Love-Ru в Японии выпускалось множество сопутствующей продукции. Компании Banpresto, Good Smile Company, Bandai, Shueisha, Alter, FuRyu и другие с 2007 года выпустили множество фигурок персонажей манги различных масштабов.
В 2016 году, к 20-летию сети магазинов Comic Toranoana компания Max Factory представила полномасштабную 30-килограммовую статую Момо Бэлы Девилюк в свадебном белье. Десять таких статуй были произведены к осени 2017 года и проданы через лотерею.
В 2017 году, в честь окончания манги To Love-Ru Darkness компания Max Factory представила полномасштабную статую Лалы Саталин Девилюк в белом бикини. Тираж также был ограничен десятью экземплярами и продавался через лотерею.
Также по To Love-Ru выпускались тематические полотенца, брелки, дакимакуры, коллекционные карточки, одежда, кухонные принадлежности и другая продукция.
Из неофициальной продукции по To Love-Ru в большом количестве выпускаются додзинси.

### Артбуки и датабуки
Компания Shueisha в период с 2008 по 2017 год издала несколько официальных артбуков и датабуков по To Love-Ru.
| Список артбуков и датабуков To Love-Ru | Список артбуков и датабуков To Love-Ru | Список артбуков и датабуков To Love-Ru | Список артбуков и датабуков To Love-Ru | Список артбуков и датабуков To Love-Ru |
| №                                      | Название | Тип                                    | Дата выпуска                           | ISBN                                   |
| -------------------------------------- | --- | -------------------------------------- | -------------------------------------- | -------------------------------------- |
| 1                                      | To Love-Ru Anime Illustration Collection Cuties! (яп. To LOVEる―とらぶる― アニメイラスト集 Cuties!)                                                                  | Артбук                                 | 7 ноября 2008 года                     | ISBN 978-4-08-782189-5                 |
| 2                                      | To Love-Ru Illustrations - Love Color! (яп. To LOVEる―とらぶる―画集 らぶから！)                                                                                      | Артбук                                 | 4 января 2010 года                     | ISBN 978-4-08-782263-2                 |
| 3                                      | Perfect To Love-Ru! To Love-Ru & To Love-Ru Darkness Official Data Book (яп. ぱ〜ふぇくとらぶる！To LOVEる―とらぶる―＆To LOVEる―とらぶる―ダークネス公式データブック) | Датабук                                | 4 марта 2011 года                      | ISBN 978-4-08-874852-8                 |
| 4                                      | To Love-Ru Anime Illustrations Love Honey! (яп. To LOVEる -とらぶる- アニメイラスト集 らぶはに!)                                                                     | Артбук                                 | 5 апреля 2011 года                     | ISBN 978-4-08-782378-3                 |
| 5                                      | To Love-Ru Darkness Art Book Venus (яп. To LOVEる―とらぶる―ダークネス画集 Venus)                                                                                     | Артбук                                 | 4 октября 2012 года                    | ISBN 978-4-08-782465-0                 |
| 6                                      | To Love-Ru Darkness Harem Plan Guide Book: To Love Mania (яп. To LOVEる―とらぶる― ダークネス楽園計画ガイドブック とらぶまにあ)                                       | Датабук                                | 3 октября 2014 года                    | ISBN 978-4-08-880260-2                 |
| 7                                      | To Love-Ru Darkness General Election Book: To Love-Ru Queens (яп. To LOVEる―とらぶる― ダークネス総選挙BOOK とらぶるくい〜んず)                                       | Датабук                                | 4 ноября 2015 года                     | ISBN 978-4-08-880576-4                 |
| 8                                      | To Love Ru Darkness ArtBook Harem Gold (яп. To LOVEる―とらぶる― ダークネス画集 Harem Gold)                                                                           | Артбук                                 | 2 мая 2016 года                        | ISBN 978-4-08-782447-6                 |
| 9                                      | To Love-Ru 10th Anniversary Book: To Love-Ru Chronicle (яп. To LOVEる―とらぶる―シリーズ10周年アニバーサリーブック とらぶるくろにくる)                                | Датабук                                | 2 ноября 2017 года                     | ISBN 978-4-08-792517-3                 |

## Интересные факты
- Дизайны и имена некоторых персонажей манги To Love-Ru основаны на персонажах предыдущей работы Кэнтаро Ябуки — манги Black Cat.
- Некоторые персонажи To Love-Ru появляются в манга-адаптации ранобэ Mayoi Neko Overrun! и в манге Ayakashi Triangle.
- Средние имена некоторых членов королевской семьи Девилюк отсылают к персонажам авраамических религий. Например, среднее имя Лалы Саталин Девилюк отсылает к Сатане, а среднее имя одной из её младших сестёр, Наны Аста Девилюк, отсылает к Астароту.